# Мурьон
Мурьон (кор. 무령왕, 무녕왕, 무영왕, 武寧王, Muryeong-wang, Munyeong-wang, Muyeong-wang, Muryǒng-wang, Munyǒng-wang, Muyǒng-wang; 462-523) — корейський ван, двадцять п'ятий правитель держави Пекче періоду Трьох держав.

## Походження
Був другим сином вана Тонсона. Зійшов на трон після того, як його батька було вбито під час полювання прибічниками аристократичного роду Пек. Уже за рік після сходження на престол Мурьон придушив виступи Пек Га, якого Тонсон відлучив від двору.

## Правління
501 року Мурьон відрядив війська для нападу на Когурьо. 503 року ван відбив атаку племен мохе. 507 року також успішно протистояв черговим нападам з боку Когурьо й мохе. 512 року війська Когурьо захопили два замки на території Пекче, втім Мурьон на чолі 3-тисячного загону завдав нищівної поразки воякам Когурьо й повернув замки. 523 року ван наказав збудувати стіну для захисту північного кордону.
За часів правління Мурьона значно розвинулись економічні та політичні відносини між Пекче й Китаєм. Зокрема 512 року ван відрядив посольство до новоствореної китайської держави Лян.
Помер ван Мурьон 523 року. Владу після його смерті успадкував його старший син Сон.